# Deadly Contact – Das Geschäft mit dem Tod
Deadly Contact – Das Geschäft mit dem Tod (im Original Radical Jack) ist ein „Direct-to-Video“-Actionfilm von James Allen Bradley aus dem Jahr 2000. In der Hauptrolle spielt Country-Sänger Billy Ray Cyrus einen Ex-Agenten, der seine Familie rächt.

## Handlung
Ex-CIA-Mann Jack Raymond, dessen Spitznamen „Radical Jack“ ist, soll ein letztes Mal für seinen unbeliebten Chef arbeiten. Er soll in einem kleinen Dorf an der Ostküste den ansässigen Waffenhändler Rolland Buckworth und dessen Sohn überwachen. Diese planen ein großes Geschäft mit einem Mann namens Riotti. Mit diesem hat Jack noch eine Rechnung offen, da er bei einem missglückten Einsatz seine Frau und Tochter tötete. Vor Ort verliebt er sich in das Barmädchen Kate. Sie ist die Braut des lokalen Gangleaders Roland. Es kommt zu einem explosiven Showdown.

## Kritik
Das Lexikon des internationalen Films schrieb: „Einfältige Heldengeschichte voller brutaler Actionszenen, deren Hauptperson zwar einiges an Identifikationspotenzial aufbietet, aber nicht von den Ungereimtheiten des Drehbuchs ablenken kann.“
Das Kinomagazin Cinema resümierte: „Das zu sehen, schmerzt und bricht uns das Herz.“